# Pilea peltata
Pilea peltata är en nässelväxtart som beskrevs av Henry Fletcher Hance. Pilea peltata ingår i släktet pileor, och familjen nässelväxter. Utöver nominatformen finns också underarten P. p. ovatifolia.